# Frederic Harrison
Frederic Harrison (ur. 18 października 1831 w Londynie, zm. 14 stycznia 1923 w Bath) – brytyjski prawnik, historyk, krytyk literacki, pozytywista.
W 1858 roku rozpoczął pracę jako prawnik. W latach 60. i 70. XIX wieku regularnie publikował swoje artykuły na temat polityki brytyjskiej i francuskiej na łamach „Fortnightly Review”. Jego autorem prac: Positivism: Its Position, Aims and Ideals (1901), The Positive Evolution of Religion (1913) oraz The Philosophy of Common Sense (1907).
Uchodził za liberalnego socjalistę. Podzielał poglądy Auguste’a Comte’a na temat altruizmu.